# Bertha Enwald
Bertha Katarina Enwald (10 de abril de 1871, Parikkala - 1 de enero de 1957, Huittinen) fue una arquitecta y profesora de dibujo finlandesa. Fue la cuarta mujer finlandesa en convertirse en arquitecta. Sin embargo, pasó la mayor parte de su vida trabajando como maestra porque a principios del siglo XX era difícil hacer carrera como arquitecta en su país.

## Biografía

### Formación
Enwald estudió secundaria en la escuela femenina de Savonlinna (Fruntimmers-skolan i Nyslott), en la que se graduó en 1887 y en 1890 entró en el departamento de arquitectura de la Escuela Técnica de Helsinki. Tuvo como compañeras a Wivi Lönn y Albertina Östman, a las que se les permitió acceder a la escuela con una dispensa. Terminó sus estudios en 1894, siendo la cuarta arquitecta finlandesa. Antes que ella se habían graduado en arquitectura Signe Hornborg (1890), Inés Törnvall (1890) y Signe Lagerborg (1892). Enwald también fue una de las primeras arquitectas de Europa ya que Hornborg es generalmente considerada como la primera.

### Trabajo como arquitecta

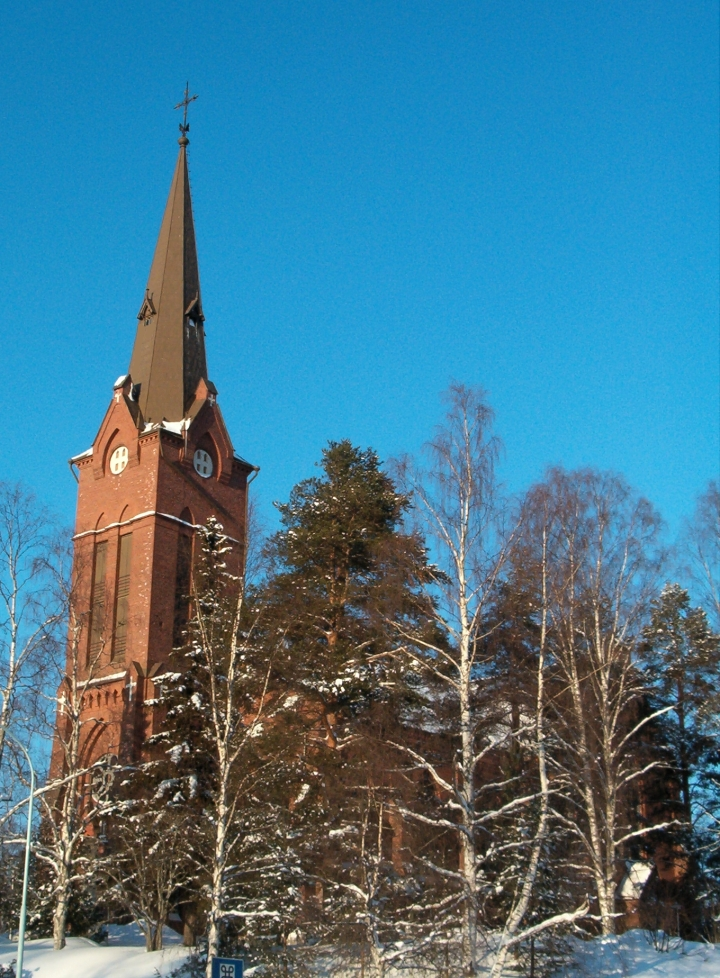
Iglesia de Nurmes

Tras su graduación trabajó por primera vez en su ciudad de Savonlinna, y más tarde en los despachos de Johan Eskil Hindersson y Leander Ikosen en Kuopio, mientras hacía trabajos por su cuenta. Diseñó las farmacias de la calle comercial Nevander de Kuopio, así como un edificio de apartamentos más pequeños en la calle Queen. En 1897, Enwald hizo los planos de la Iglesia de Nurmes. Estos habían sido hechos originalmente por un constructor local, pero durante la construcción de la iglesia tuvieron que ser cambiados y el diseño final es obra de Enwald. Entre 1898-1900, trabajó en las oficinas del arquitecto finlandés Frithiof Mieritzin en San Petersburgo, y entre 1900 y 1901 en Tartu, en la oficina de Reinhold Guleke. En 1902, Enwald regresó por un corto tiempo a San Petersburgo, donde había diseñado villas en el Istmo de Carelia, que también supervisó su construcción.

### Trabajo como profesora
Después de regresar a Finlandia, Enwald decidió cambiar su profesión y enseñó en Helsinki como un maestra de dibujo y manualidades. No estaba satisfecha con su posición en las oficinas donde como arquitecta tenía principalmente que desarrollar los planos de construcción, y no podía conseguir realmente realizarse como arquitecta. Tampoco se atrevió a establecer su propia oficina en ese momento. Después de graduarse en la Escuela de Arte de Helsinki en 1904 Enwald trasladó a Pori, donde trabajó como profesora de dibujo en el Porin Lyseo hasta su jubilación. Como pasatiempo dibujó conocidas villas de veraneo diseñadas por un artista local. También pintó cuadros que se encuentran en el Museo Enwald en Liperi, situado en una casa patricia del siglo XX. Se retiró a Lauttakylä, donde vivió con su hermano Harald, que trabajaba allí como médico.